# Adam Radwański
Adam Radwański (ur. 10 kwietnia 1998 w Płocku) – polski piłkarz grający na pozycji pomocnika w polskim klubie Zagłębie Lubin.